# Grupul HS Timber

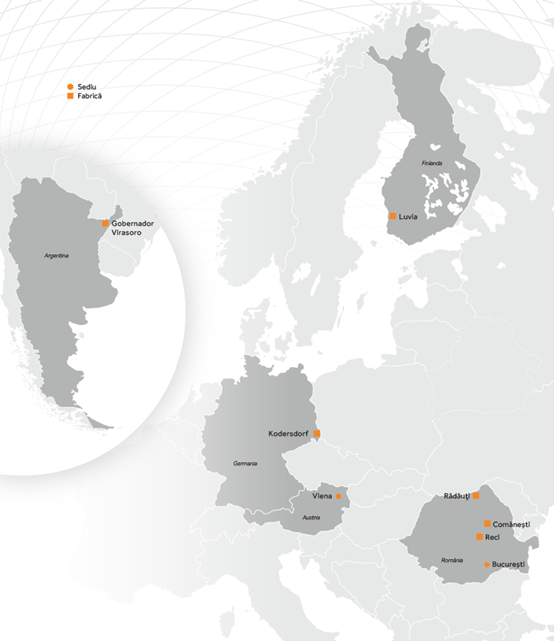
Unități de producție

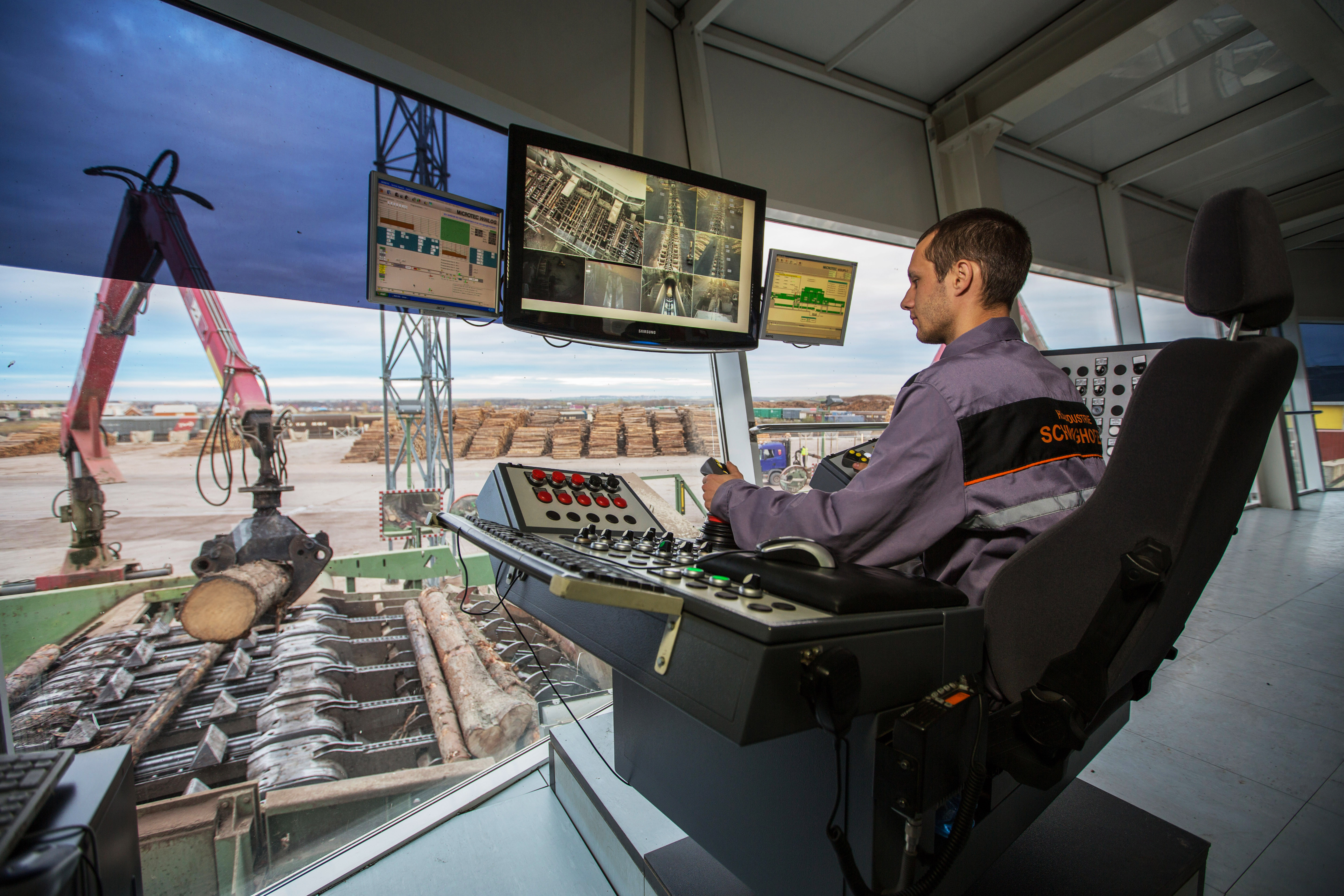
Operator HS la unitatea de producție din Rădăuți

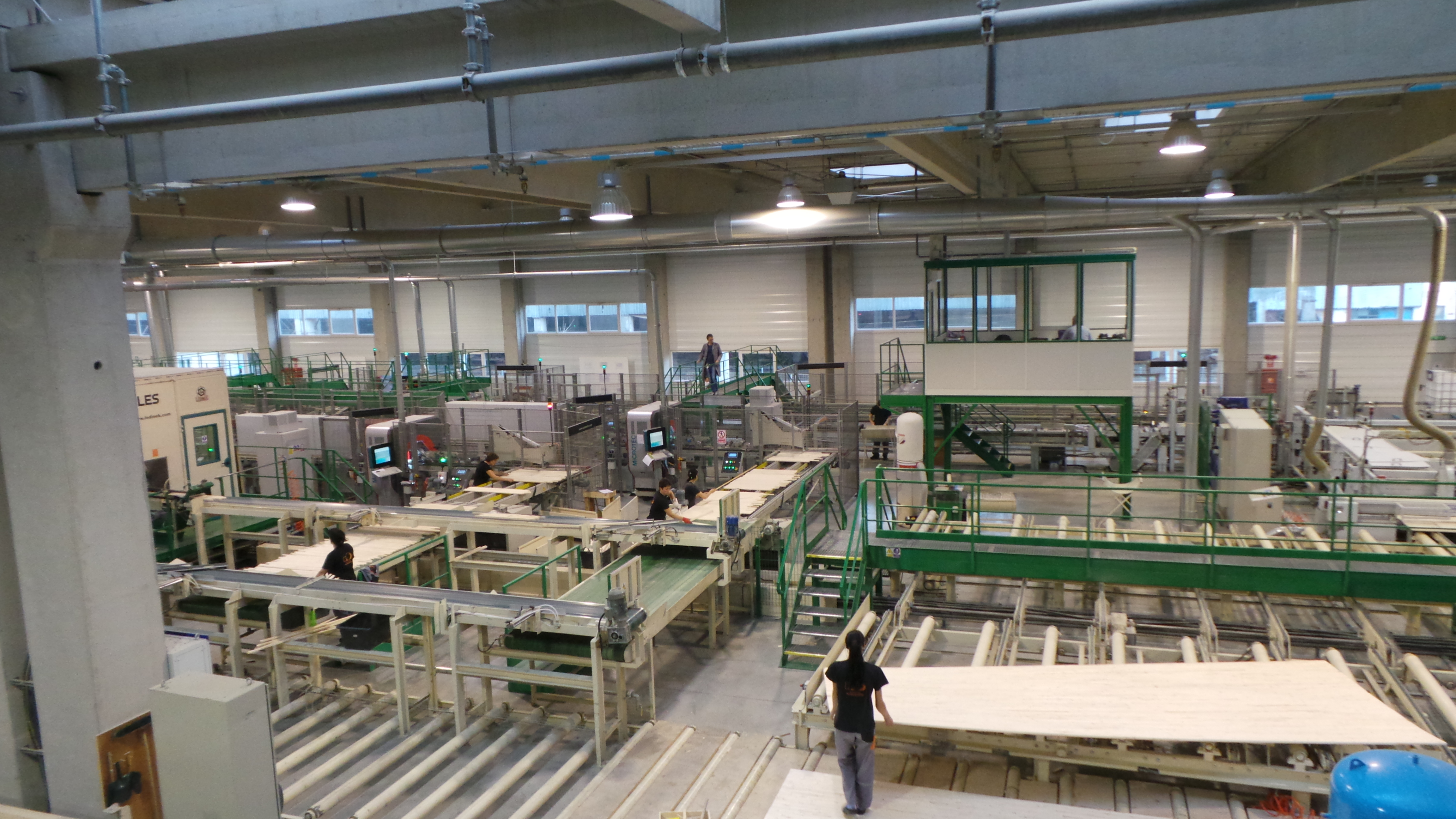
În unitatea de producție din Comănești

HS Timber Group (denumire până în 2019: Holzindustrie Schweighofer) este o companie din Austria ce are ca obiect principal de activitate prelucrarea materialelor lemnoase. HS Timber Group este deținută de Evergreen Privatstiftung, o fundație privată din Austria.
În prezent grupul are peste 2.700 de angajați și este activ în Austria, Argentina, Germania, Finlanda și România, țară unde are o fabrică de cherestea la Reci, o unitate de producție a grinzilor lamelare la Rădăuți și o fabrică de panel la Comănești. 
În anul 2015, în contextul modificării Codului Silvic, compania a amenințat că ar putea închide fabricile din țară și concedia personalul aferent. Concomitent s-a iscat un scandal public, când un angajat cu poziție înaltă în companie s-a arătat dispus în fața unui activist sub acoperire să accepte lemn tăiat în mod ilegal, dezvăluindu-se practica companiei de a acorda bonificații pentru lemnul tăiat ilegal din pădurile României. Ulterior, compania a anunțat implementarea unui plan de măsuri pentru o industrie sustenabilă a lemnului.

## Istoric
Compania este datată din anul 1642. Dezvoltarea a început în 1956 când Franz și Maria Schweighofer au preluat fabrica de cherestea a familiei din Brand, Austria. La acea vreme capacitatea anuală a fabricii era de 1.000 m³.
Gerald Schweighofer deschide în anul 1977 o linie, unică în lume, de profilare a bușteanului de mici diametre. Mai târziu, în anul 1984, a fost deschisă cea mai mare fabrică de cherestea la acea vreme în Ybbs an der Donau, Austria.
După preluarea și extinderea fabricii de cherestea din Sollenau, în 1991 a început prelucrarea. HS Timber Group a preluat cea mai mare și cea mai modernă fabrică de cherestea în Zdirect, Republica Cehă (1996).
După preluarea fabricii de cherestea din Bad St. Leonhard, Austria și a unei alte fabrici de cherestea din Plana, Republica Cehă, în 1997 HS Timber Group ajunge la o capacitate totală de debitare de peste 3 milioane m³ în șase fabrici diferite de cherestea. Mai mult, a fost construită fabrica de produse lamelare Lamco în cooperare cu compania japoneză Maiken și a fost înființată Schweighofer Privatstiftung.
HS Timber Group a fuzionat cu Enso Timber în 1998 și a devenit a treia cea mai mare companie de cherestea din lume iar acțiunile au fost vândute.
În 2011, HS Timber Group a achiziționat M-real Hallein GmbH în Austria[9] iar tot în 2015 a preluat o fabrică de cherestea din Koderdorf, Germania. În septembrie 2017, HS Timber Group a vândut fabrica din Hallein (producție de vâscoză) către TowerBrook Capital Partners. HS Timber Group a explicat această decizie prin concentrarea operațiunilor asupra activității principale de prelucrare a lemnului.[10]

### Istoric în România
În 2003, HS Timber Group a început producția într-o fabrică nouă în Sebeș, România. Patru ani mai târziu, în 2007 compania a deschis un hotel de 4 stele în Rădăuți. A urmat apoi, în 2008, după finalizarea construcțiilor, începerea operațiunile la cea de-a doua fabrică de cherestea la Rădăuți.
Expansiunea companiei a continuat și în 2009, prin preluarea fabricii Swedwood România din Siret în apropiere (12 km) de cea de-a doua fabrică de cherestea din Rădăuți. După investiții de modernizare și extindere, activitatea fabricii cuprinde în momentul de față producția de panouri din lemn masiv. Din 2010, HS Timber Group produce panel și panel cu film în fosta fabrică Finnforest din Comănești.
Cea de a treia fabrică de cherestea a companiei a fost deschisă în 2015 la Reci, în județul Covasna.
În 2017, compania a introdus un plan de acțiune pentru o industrie durabilă a lemnului și lanțuri de aprovizionare transparente în România. Măsura sa de bază este sistemul de urmărire prin GPS „Timflow”.
În ianuarie 2022, compania a anunțat închiderea parțială a două fabrici din România. Începând cu 30 martie 2022, s-au întrerupt operațiunile la fabrica de cherestea din Rădăuți și la fabrică de panouri din lemn masiv din Siret.
În august 2023, compania a anunțat vânzarea fabricii din Sebeș, prima fabrică de cherestea a grupului deschisă în Romănia, către Ziegler Group.

## Domenii de producție

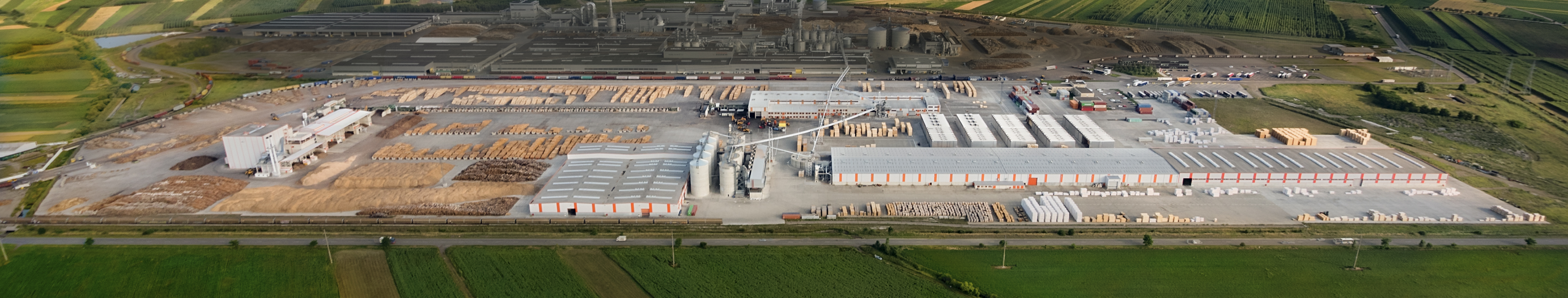
Unitatea de producție din Rădăuți, Romania.

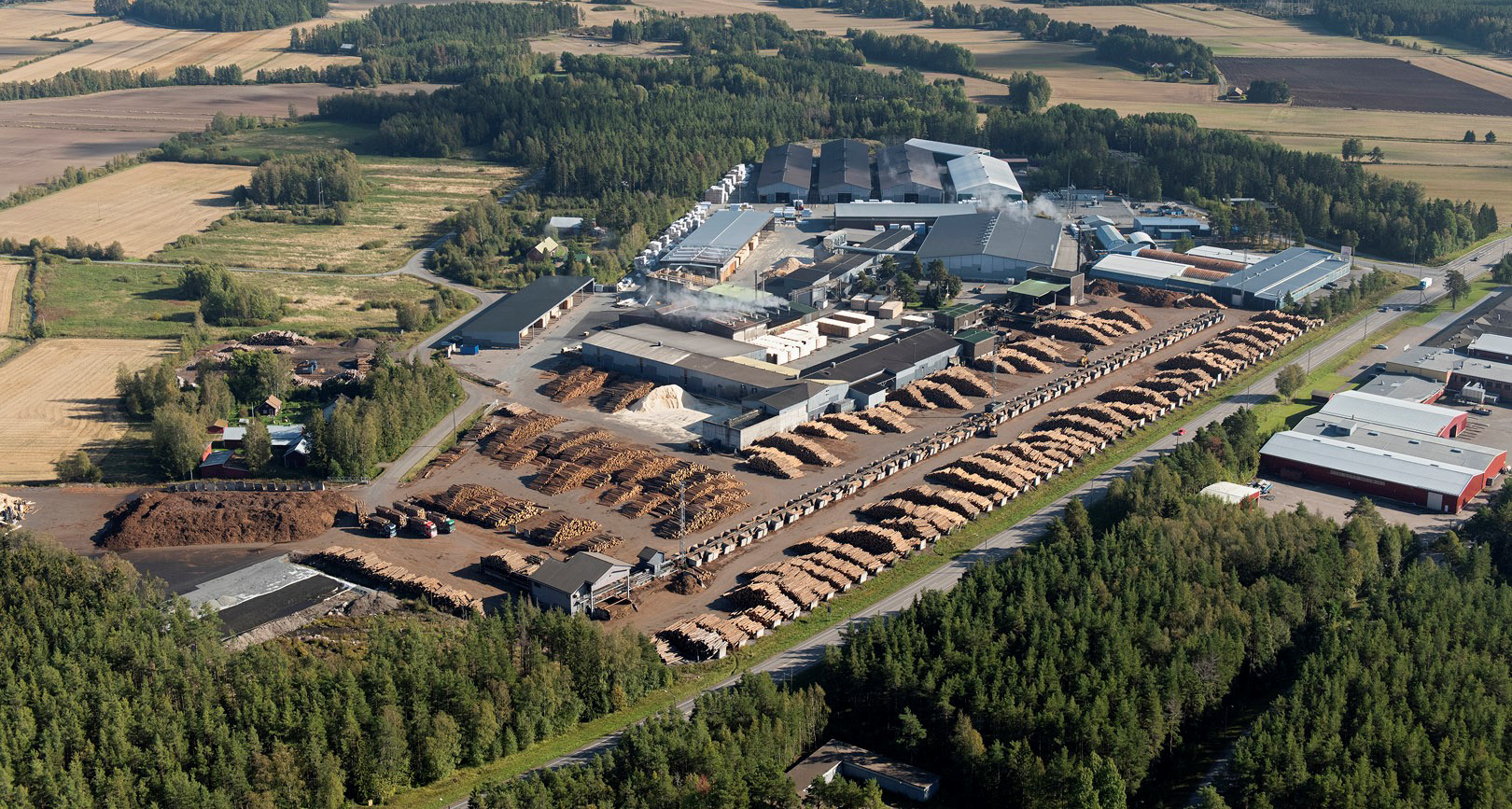
Fabrica din Luvia, Finlanda.

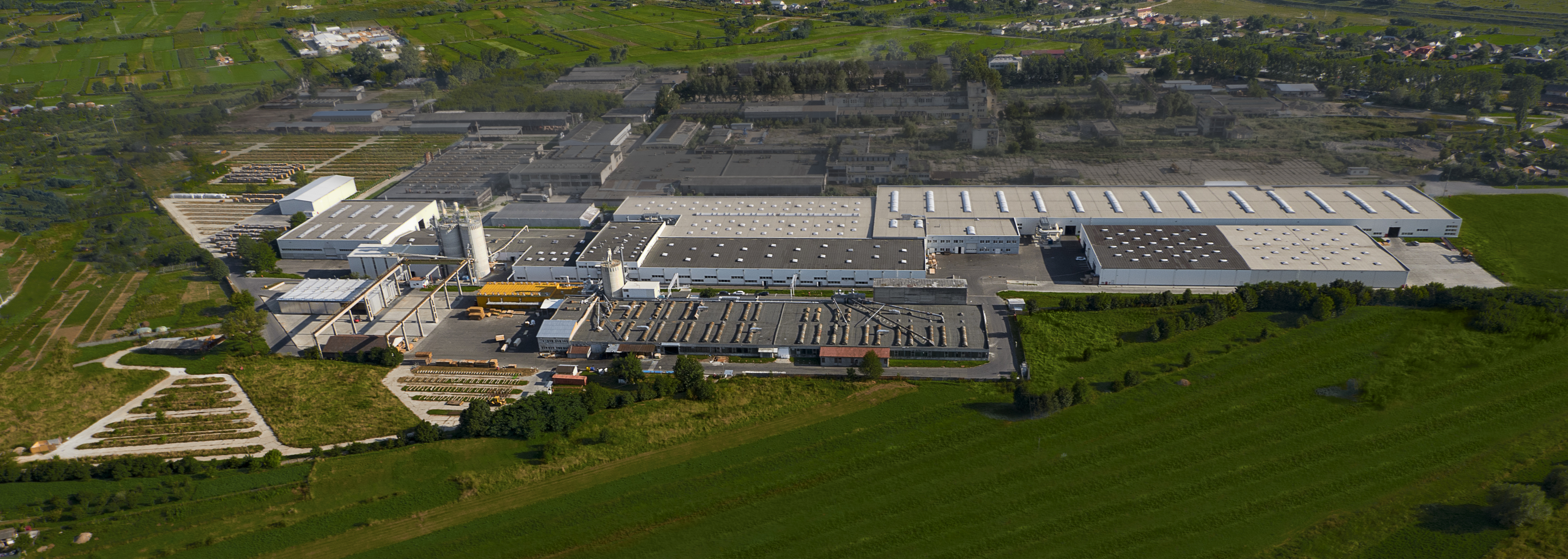
Unitatea de producție din Comănești, România.

HS Timber Group operează la momentul actual 3 unități de producție în România, o fabrică de cherestea la Reci, o unitate de producție a grinzilor lamelare la Rădăuți și o fabrică de panel la Comănești. În 2015, compania a achiziționat o altă fabrică de cherestea în Kodersdorf (Germania), de la Klausner Group. În 2022, HS Timber Group a preluat fabrica de cherestea finlandeză din Luvia. O altă fabrică de cherestea a fost pusă în funcțiune în anul 2024 în Argentina.

### Fabrica de cherestea din Rădăuți
Cea de-a doua fabrică de cherestea HS Timber Group din România a fost deschisă în 2008 la Rădăuți. La Rădăuți se fabrică componente (grinzi) din lemn laminat, destinate în principal pieței din Japonia.

### Fabrica de panel din Comănești
În 2010 HS Timber Group a preluat fabrica de panel de la Finnforest din Comănești. Fabrica are peste 700 de angajați și un volum de producție anual de 170.000 mc produse. De la preluarea sa, fabrica a fost extinsă.

### Fabrica de cherestea de la Reci

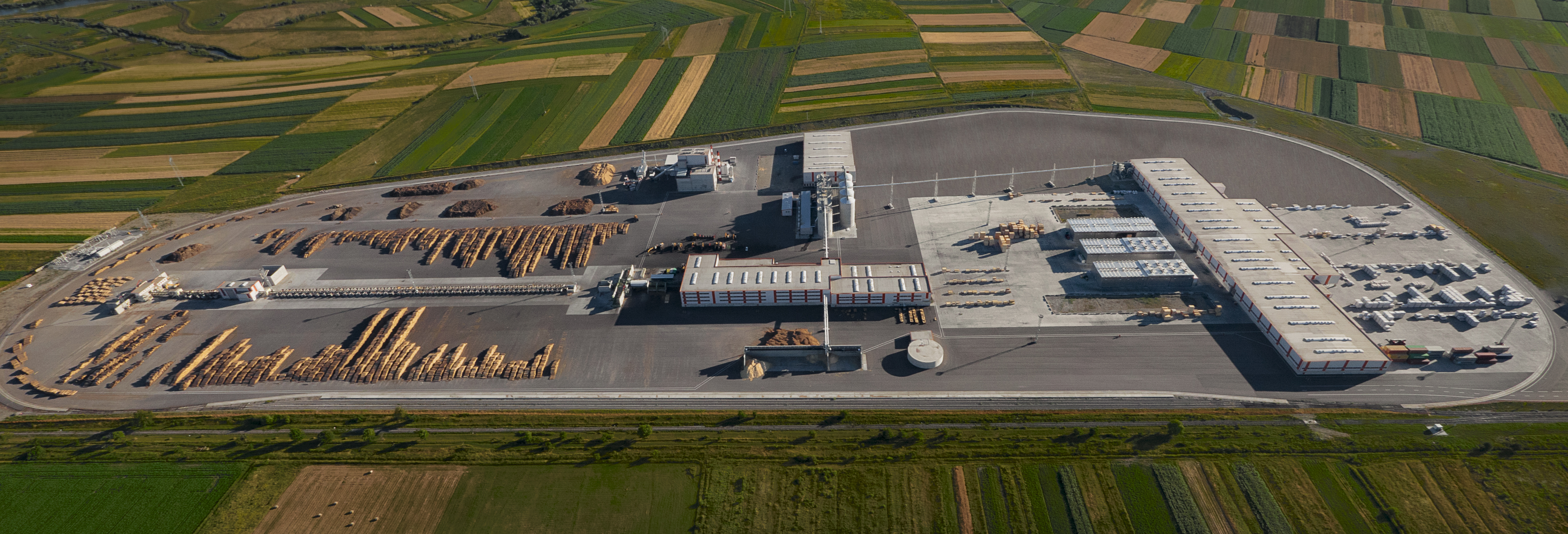
Unitatea de producție din Reci, România.

Fabrica de cherestea din comuna Reci, județul Covasna a intrat în funcțiune în luna august, 2015. Aceasta se întinde pe o suprafață de 70 de hectare și are o capacitate de cherestea de 720.000 m3 . Fabrica generează 650 de locuri de muncă, la capacitate maximă.

### Fabrica de cherestea din Kodersdorf

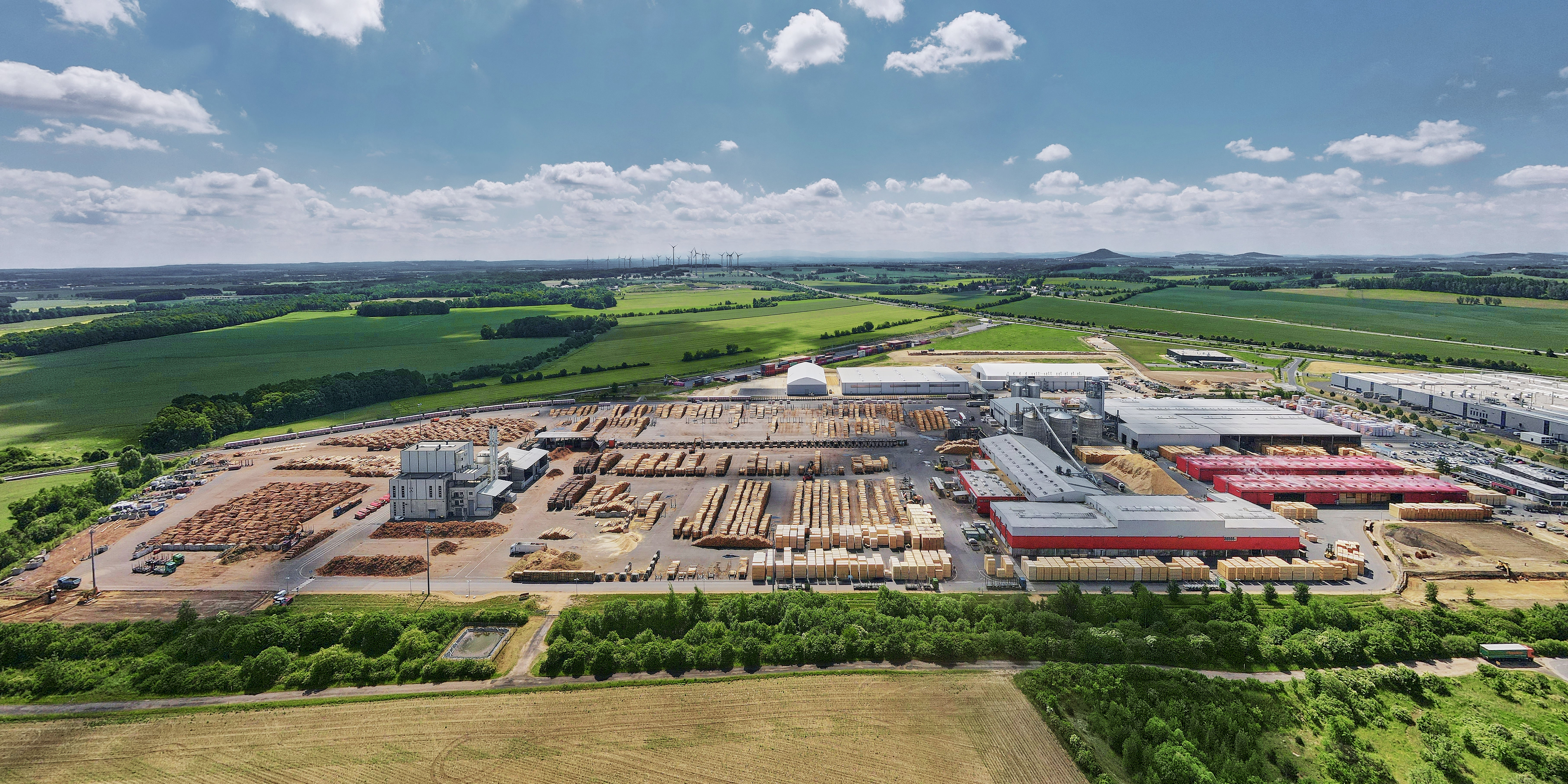
Unitatea de producție din Kodersdorf

HS Timber Group a preluat fabrica de cherestea din Kodersdorf (Germania) de la Grupul Klausner în anul 2015. Fabrica prelucrează molid si pin.

### Fabrica de cherestea Luvia
În aprilie 2022, HS Timber Group a preluat fabrica de cherestea finlandeză Luvian Saha Oy. Compania din vestul Finlandei funcționează din 1976, are aproximativ 120 de angajați și are o suprafață a fabricii de 19,6 ha. Fabrica de cherestea debitează și prelucrează lemn rotund, din care 70% molid și 30% pin. 

### Fabrica de cherestea Argentina

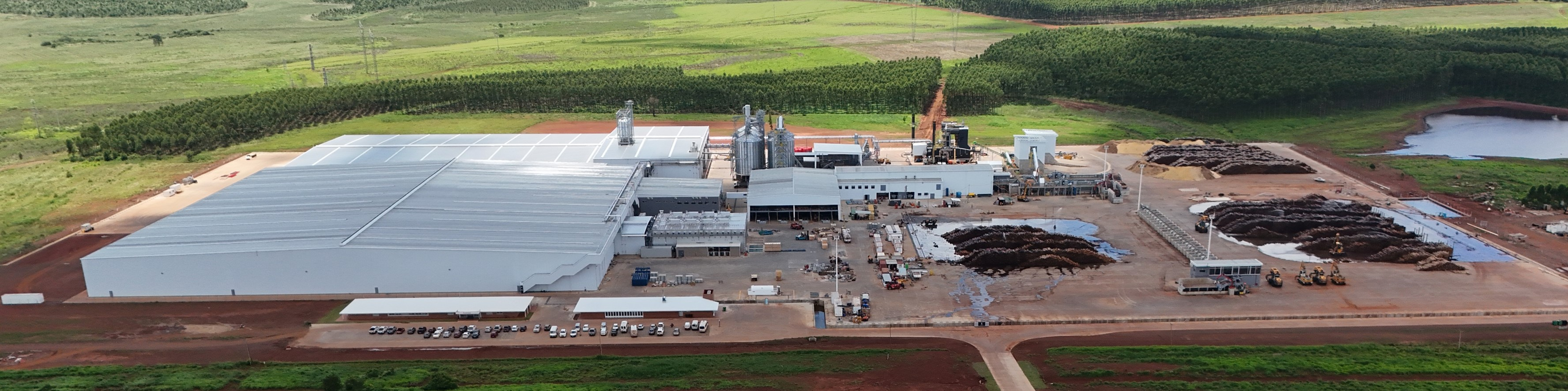
Unitatea de producție din Virasoro, Argentina

HS Timber Group a construit o nouă fabrică de cherestea în Gobernador Virasoro, Argentina, într-un joint venture cu compania belgiană Forestcape. Investiția este în valoare de aproximativ 100 de milioane de dolari. Societatea mixtă se numește Acon Timber. În aprilie 2024 compania a pus fabrica în funcțiune.

## Foste unități de producție

### Fabrica de panouri încleiate din Siret
Fabrica de panouri încleiate din Siret a fost preluată în 2009 de la IKEA - filială a companiei Swedwood. Aici lucrează în prezent 260 de angajați. Se produc anual 130.000 mc produse finite și 30.000 tone de brichete. Operațiunile au fost încheiate la sfârșitul lunii martie 2022.

### Fabrica de cherestea din Kolomyja
În Kolomyja (Ucraina) a fost planificată construirea unei alte fabrici, la momentul actual fiind pregătită infrastructura. Investiții de 50 milioane de euro.
 Proiectul nu mai continuă la momentul de față.

### Fabrica de cherestea din Sebeș
Fabrica de cherestea din Sebeș (700 angajați) a fost prima fabrică HS Timber Group din România și a început operațiunile în 2003. Potrivit companiei, capacitatea anuală de debitare este de 1,45 milioane mc de lemn rotund.

## Domenii de activitate
Domeniile principale de activitate ale Grupului HS Timber sunt:
- Producția și prelucrarea produselor din lemn
- Producția de bioenergie
- Comerț cu produse din lemn

### Industria lemnului
Principalele produse sunt cherestea, cherestea pentru construcții și ambalaje, produse finite și semi-finite rindeluite, produse laminate, produse îmbinate în dinți, panel, panel cu film, profile și peleți.

### Comerț cu lemn
Compania de comerț cu lemn DABG este o subsidiară a HS Timber Group. Activitatea acesteia se concentrează pe Africa de Nord și Orientul Mijlociu.

## Premiul Schweighofer
Premiul Schweighofer se acordă ideilor inovatoare în tehnologie, produse și servicii din întregul lanț valoric, cu scopul de a consolida competitivitatea întregului sector forestier european.
Acest premiu este acordat o dată la doi ani, din 2003. Valoarea totală brută a premiului este de 300.000 euro. Premiul este divizat în Marele Premiu și numeroase Premii pentru Inovație. 
- Câștigătorul premiului 2017: Hermann Blumer (Elveția) și Shigeru Ban (Japonia)
- Câștigătorul premiului 2015: Erich Wiesner, director al Wiehag Group
- Câștigătorul premiului 2013: Dr. Ing. Federico Giudiceandrea, MiCROTEC GmbH, Brixen, Italia
- Câștigătorul premiului 2011: Dieter  Siempelcamp, Siempelcamp GmbH & Co. KG, Krefeld, Germania
- Câștigătorul premiului 2009: Prof. Dr. Gerd Wegener, profesor de tehnologia lemnului, Universitatea de Tehnologie, Munich, Germania
- Câștigătorul premiului 2007: Prof. Matti Kairi, Professor, Universitatea Tehnică Helsinki, Finlanda
- Câștigătorul premiului 2005: Prof. Julius K. Natterer, Director al Institutului pentru construcții din lemn (IBOIS), ETH Lausanne, Elveția
- Câștigătorul premiului 2003: Hans Hundegger, firmele Otto Martin, Allgäu, Germania

Cu ocazia celei de-a opta ceremonii de decernare a premiilor, s-a decis o reorientare strategică a Schweighofer Prize. Pe viitor, acesta se va adresa exclusiv studenților. Scopul premiului rămâne același: promovarea industriei forestiere și a lemnului.

## Implicare socială
Evergreen Private Foundation sprijină acțiuni de caritate în Austria, România și India. Acestea se concentrează pe acordarea de ajutoare instituțiilor sociale, de sănătate și educaționale în locațiile unde compania are fabrici. Între 2012 și 2022, HS Timber a donat în total peste 18,5 milioane de euro cauzelor sociale din domeniile sănătății și educației din România. De asemenea, în anul 2017, compania a lansat proiectul Pădurea de Mâine care se adresează reîmpăduririi suprafețelor cu probleme de regenerare.

## Critici
Pe 22 mai 2014 a apărut o scrisoare publică din partea organizației ecologice ucrainiene Kyiv Ecology and Culture Center, indicând faptul că ridicarea unei fabrici de prelucrare a lemnului în regiunea Ivano-Frankivsk din Ucraina ar necesita excavarea a 500 000 tone de pietriș din albiile răurilor locale, prin urmare punând în pericol ecologia Carpaților. Ecologiștii nu au primit niciodată vreun răspuns din partea reprezentanților companiei.
În anul 2016, RISE Project a realizat o investigație care urmărește banii, trece prin toate etapele tranzacțiilor financiare cu păduri seculare, studiază anatomia acestor afaceri de sute de milioane de euro și localizează corupția sistemică care anunță dezastrul. Investigația este prezentată într-un material video intitulat Clear Cut Crimes, care a fost filmat timp de un an în Munții Carpați. Compania este acuzată pentru achiziția de material lemnos de la aceste rețele de crimă organizată care defrișează suprafețe considerabile de pădure din Munții Carpați.
Pe 17 februarie 2017, FSC a retras afilierea companiei din cauza implicării acesteia în achiziționarea și comercializarea lemnului recoltat ilegal din România, acest lucru având un impact negativ asupra zonelor naturale protejate ale țării. 
În vara anului 2017, FSC a demarat un proces în România, care stabilește condițiile în care HS Timber Group se poate întoarce la FSC. Ca răspuns la critici, compania a prezentat un plan de acțiune pentru o industrie durabilă a lemnului în România. Subiectul central este sistemul de urmărire GPS "Timflow". HS Timber Group înregistrează traseul camioanelor care livrează masă lemnoasă către fabricile de cherestea. Aceste date, împreună cu fotografiile camioanelor încărcate, sunt făcute publice pe www.timflow.com. HS Timber Group dorește să demonstreze prin aceste date că nu primește lemn de origine ilegală și respectă, de asemenea, angajamentul său voluntar de a nu accepta lemn din parcurile naționale. 
În noiembrie 2021 FSC a anunțat decizia de a pune capăt dezasocierii și a confirmat că HS Timber Group a îndeplinit toate cerințele. Fabrica de panel din Comănești a fost recertificată de către FSC în ianuarie 2022.